# ترواوگر
ترواوگر (به ژاپنی: 真 オーガ Ma ōga) که در ژاپن به تروتوشین (به ژاپنی: 真 闘神 Ma Toshin) معروف است، یک شخصیت ساختگی و ترسناک در سری بازی مبارزه‌ای تکن است که اولین بار در تکن ۳ معرفی شد و حضور پیدا کرد. ترواوگر غول آخر بازی تکن ۳ است و همچنین در تکن تگ تورنومنت ۲ غول نزدیک به‌آخر است. او برای دگرگونی بقیه، خود را با اوگر جابه‌جا می‌کند. به‌احتمال زیاد، ترواوگر و اوگر خانوادهٔ میشیما و کازاما را به‌وجود آوردند. ترواوگر علامت‌هایی بر بازوی سمت چپ تا کمر دارد که همچنین از علامت‌های ترواوگر می‌توان به علامت بازوی سمت چپ جین کازاما و جون کازاما، که به احتمال زیاد برروی بازوی سمت چپ ترواوگر وجود دارد، اشاره کرد.